# Messerschmitt Me 410
El Messerschmitt Me 410 Hornisse  (‘avispón’ en alemán) fue un caza pesado y bombardero rápido alemán de la Segunda Guerra Mundial. Fue desarrollado a partir del poco exitoso Messerschmitt Me 210.

## Desarrollo
Desarrollado a partir de las mejoras introducidas justo al momento de la cancelación del Me 210, el Hornisse que en realidad era un Me 210 perfeccionado  resultó ser un aparato mucho más eficaz que su antecesor.  El primer prototipo voló en marzo de 1942.   El Me 410 resultó en definitiva ser el tipo de avión multifunción que tanto deseaba Hitler para la Luftwaffe.
Entre 1944 y 1945 se comenzaron a producir variantes con mayor envergadura que incluía alas de madera. Se fabricaron entre 1.137 y 1.189 aparatos (incluye el modelo experimental nocturno). La producción fue detenida en agosto de 1944 para concentrar los recursos en la fabricación de cazas Bf 109G.

## Diseño
Una de sus mejores cualidades era su potencia proporcionada por los dos motores Daimler-Benz DB 603A de configuración V12 invertida cuya potencia de 1750 cv permitían que el avión alcanzara la considerable velocidad de 637 km/h y una trepada a 6.700 m en 10 min. El Me 410 poseía una excepcional autonomía de 1.690 km y era capaz de alcanzar un techo de 10 000 m.
Sus variantes le permitieron ser catalogado como multifuncional ya que podía actuar como avión antibuque, bombardero rápido, avión de reconocimiento, anti-bombarderos equipados con cañones BK5 de 50 mm en el morro (el B-2/U4, el mejor armado).

## Variantes

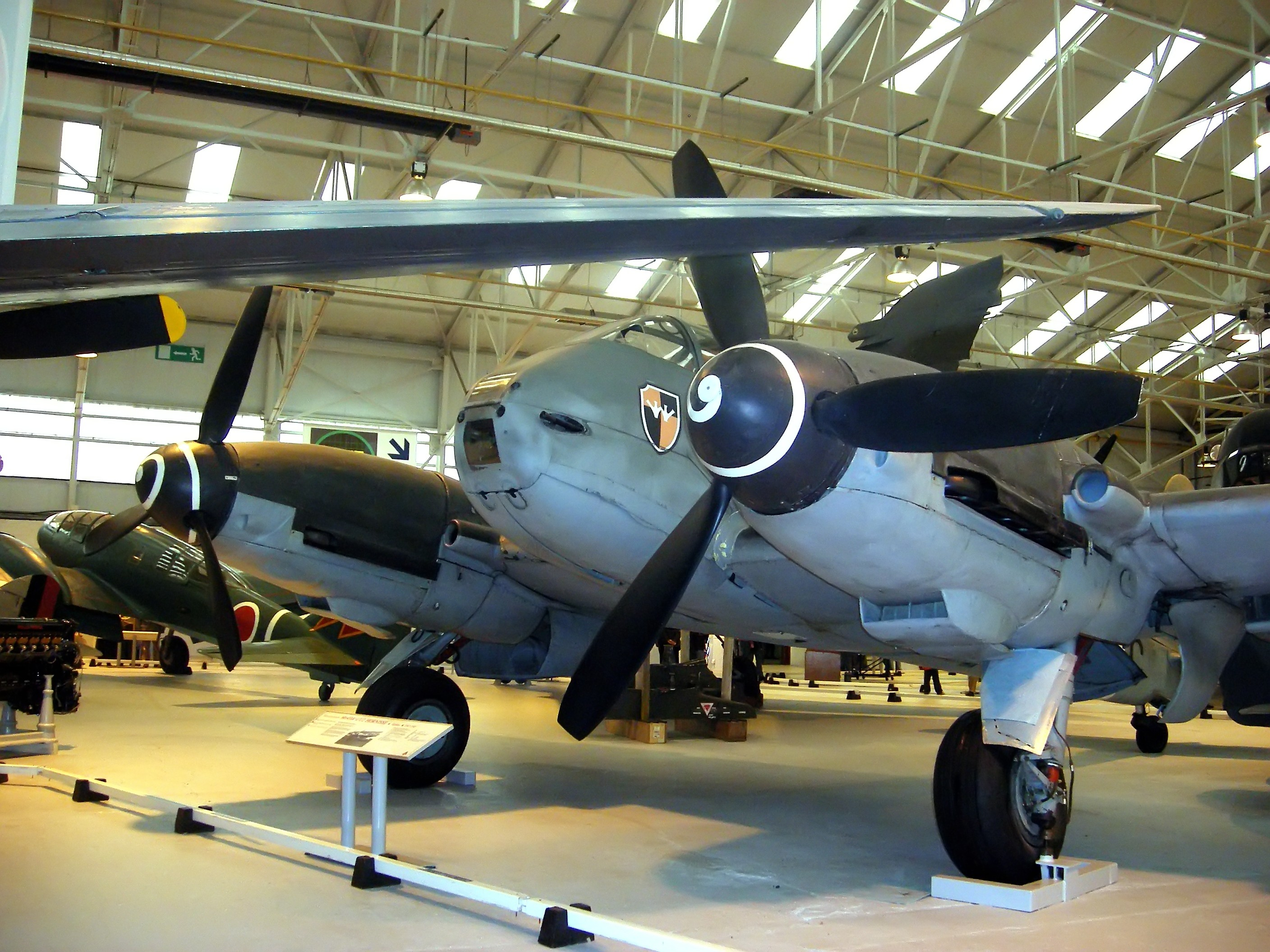
Me 410 A-1/U2,

### Me 410 A
La versión básica de la serie A estaba armada con dos ametralladoras MG 17 de 7,92 mm y dos cañones MG 151/20 de 20 mm en el morro. Disponía de una bodega de bombas que podía ser utilizada para portar armamento aire-tierra o bien para la instalación de armamento aire-aire adicional u otro equipamiento.
- Me 410 A-1. Versión utilizada como bombardero ligero. Para esta versión estaban disponibles tres kits de conversión (Umrüst-Bausätze):
  - Me 410 A-1/U1. Conjunto de cámaras para labores de fotorreconocimiento.
  - Me 410 A-1/U2. Instalación de dos cañones MG 151/20 de 20 mm adicionales con 250 proyectiles para el papel de caza pesado.
  - Me 410 A-1/U4. Instalación del cañón BK 5 de 50 mm con 21 proyectiles para convertir el Me 410 en un destructor de bombarderos. Este cañón, derivado del cañón KwK 39 de 50 mm L/60 del Panzer III, permitía al Me 410 disparar a sus blancos desde más de 914 m de distancia, fuera del alcance del armamento defensivo de los bombarderos.
- Me 410 A-2. Versión planeada como caza pesado que fue cancelada debido a que el sistema de cañón MK 103 dual no estaba disponible en ese momento.
- Me 410 A-3. Versión de reconocimiento con el fuselaje ampliado para portar cámaras adicionales y combustible extra. Esta versión entró en servicio en pequeños números a principios de 1944.

### Me 410 B
- Me 410 B-1
- Me 410 B-2 
  - Me 410 B-2/U2
  - Me 410 B-2/U4
- Me 410 B-3
- Me 410 B-5
- Me 410 B-6
- Me 410 B-7 y B-8

### Me 410 C
El Me 410C era una versión optimizada para operar a gran altitud creada a principios de 1944, con dos nuevos diseños de alas que incrementaban la envergadura del avión a 18,25 m o 20,45 m. Estas alas de mayores dimensiones permitían que el tren de aterrizaje fuera retraído directamente hacia atrás. Incluía un nuevo soporte de motor universal que permitía que el avión pudiera usar indistintamente los motores turboalimentados DB 603JZ o BMW 801J, o bien motores sobrealimentados mecánicamente de dos etapas Jumo 213E, impulsando unas nuevas hélices de cuatro palas bastante más anchas que las de anteriores versiones. Los motores radiales BMW 801 eran refrigerados por aire y los DB 603 y Jumo 213 utilizaban un radiador anular ubicado en el frontal del motor, por tanto los radiadores normales ubicados debajo de las alas serían retirados en esta versión. Esta versión no fue fabricada, ya que la producción del Me 410 fue cancelada antes de que los motores estuviesen listos.

## Operadores
Alemania
- Luftwaffe

 Hungría
- Real Fuerza Aérea del Ejército Húngaro

## Historia operacional

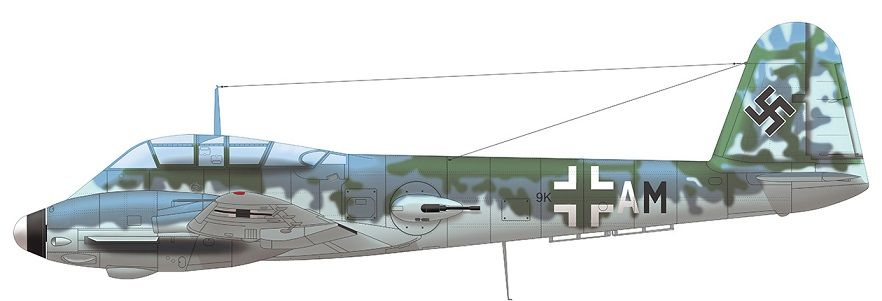
Messerschmitt Me 410A-1/U2 (W. Nr. 420428, 9K+AM) pilotado por Obfw. Hermann Bolten del 4./KG 51, derribado el 6 de junio de 1944

el mejor papel de los Me 410 fue en el ataque a formaciones de bombarderos enemigos, con tan solo unos cuantos disparos del cañón de 50 mm era capaz de derribar rápidamente una unidad. Su declive en esta función comenzó con la aparición del P-51 Mustang.
Al finalizar la guerra, grandes cantidades de Hornisse quedaron en los almacenes y aeródromos, sin combustible o averiados. Los estadounidenses se apropiaron de unas cuantas unidades y destruyeron una ingente cantidad; al contrario, los soviéticos los apreciaron y pusieron en operación casi todas las unidades que capturaron, los cuales operaron hasta su baja por falta de repuestos.

## Supervivientes

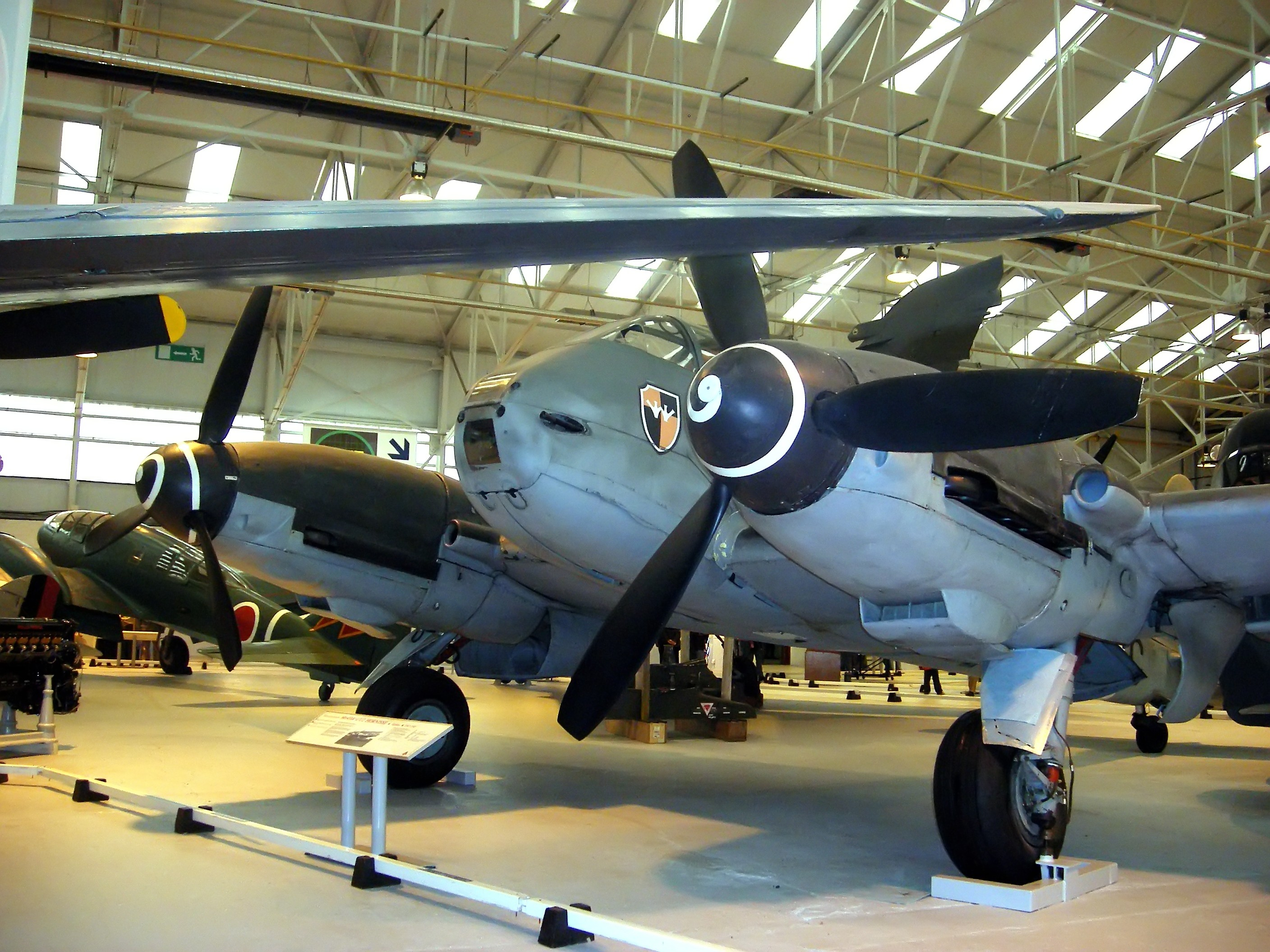
Me 410 A-1/U2, RAF Cosford.

Actualmente existen dos Me 410 que han sobrevivido:
Me 410 A-1/U2 (W.Nr.420430)
Este avión es parte de la colección del Museo de la Real Fuerza Aérea Británica y está expuesto al público en el emplazamiento del museo en RAF Cosford.
Me 410 A-3 (W.Nr.10018, convertido a partir de la célula de un Me 210)
Aeronave en posesión del Museo Nacional del Aire y el Espacio estadounidense, está almacenado esperando ser restaurado, en las instalaciones Paul E. Garber Preservation, Restoration, and Storage Facility.

## Especificaciones (Me 410 A-1)

### Características generales
- Tripulación: 2 (piloto y artillero)
- Longitud: 12,6 m (41,2 ft)
- Envergadura: 16,3 m (53,6 ft)
- Altura: 3,7 m (12,1 ft)
- Superficie alar: 36,2 m² (389,7 ft²)
- Peso vacío: 6627 kg (14 605,9 lb)
- Peso máximo al despegue: 11 244 kg (24 781,8 lb)
- Planta motriz: 2× motor V12 refrigerado por líquido Daimler-Benz DB 603A.
  - Potencia: 1287 kW (1726 HP; 1750 CV) cada uno.
- Hélices: 1× tripala por motor.

### Rendimiento
- Velocidad máxima operativa (Vno): 624 km/h (388 MPH; 337 kt)
- Alcance en combate: 2300 km (1242 nmi; 1429 mi)
- Techo de vuelo: 10 000 m (32 808 ft)

### Armamento
- Ametralladoras: 4× 

  - 2× MG 17 de 7,92 mm, con 1000 proyectiles, en el morro.
  - 2× MG 131 de 13 mm, con 500 proyectiles, en torretas laterales hacia la zona trasera.

- Cañones: 2× MG 151/20, con 350 proyectiles, en el morro.
- Bombas: hasta 1000 kg de bombas.

### Desarrollos relacionados
- Messerschmitt Bf 110
- Messerschmitt Me 210
- Messerschmitt Me 310

### Aeronaves similares
- de Havilland Mosquito
- Northrop P-61 Black Widow
- Lockheed P-38 Lightning

### Secuencias de designación
- Sistema de designación aeronaves del RLM: ← Ar 396 · Ta 400 ·  Me 409 · Me 410 ·  Do 417  ·  He 419 · ZMe 423 →

### Listas relacionadas
- Anexo:Aeronaves militares de Alemania en la Segunda Guerra Mundial
- Anexo:Cazas de la Segunda Guerra Mundial